# Hatchback

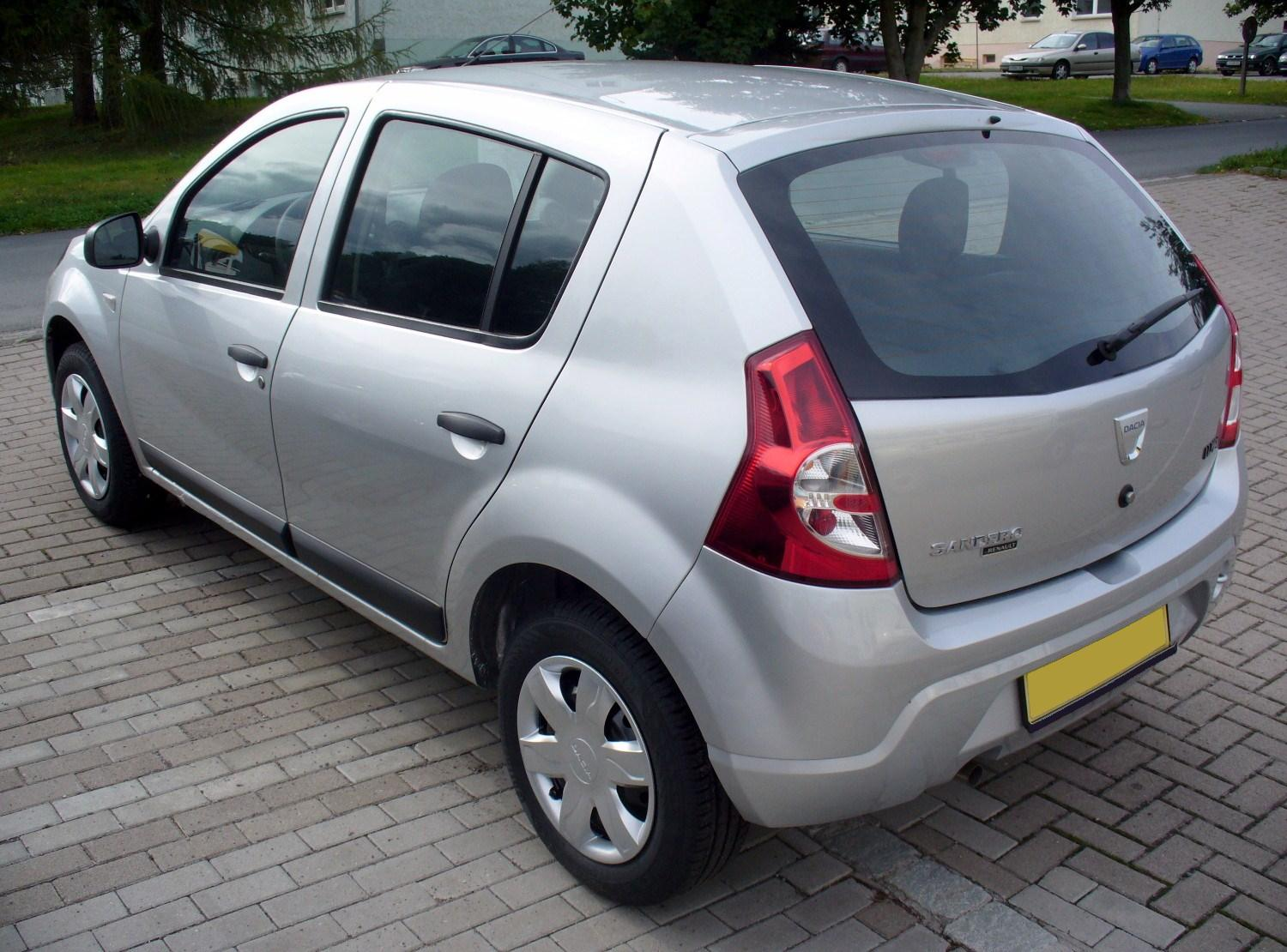
Dacia Sandero - exemplu de hatchback

Hatchback este un tip de caroserie a autovehiculelor moderne. Cuvântul este un neologism provenit din limba engleză, unde hatch înseamnă trapă și back înseamna spate.
Acest tip de caroserie se numește și cu două volume, unul din volume fiind compartimentul motorului și al doilea compartimentul pasagerilor contopit cu portbagajul.
De regulă, trapa din spate are balamalele la extremitatea superioară, iar spătarele rândului de scaune din spate pot fi rabatate, pentru a mări spațiul de încărcare.

## Istorie

### Europa
Creșterea cererii de hatchback-uri compacte în Europa în anii 1970 a condus la lansarea unor modele precum Austin Ambassador, Austin Maestro, Fiat 127 și Renault 5. La sfârșitul anilor 1970 și începutul anilor 1980 majoritatea supermininelor și mașinilor compacte au fost actualizate sau înlocuite cu modele hatchback.
În 1974, a fost introdus Volkswagen Golf, destinat să înlocuiască Volkswagen Broscuță. Golful, acum în cea de-a șaptea generație, este cel de-al treilea model de mașini cel mai vândut din toate timpurile.
În 1976, British Leyland a prezentat modelul Rover 3500, un hatchback executiv cu cinci uși.
În 2010, versiunile hatchback au devenit disponibile pe mașinile de lux precum BMW Seria 5 Gran Turismo, Porsche Panamera și Audi A7. Între timp, hatchback-urile cu trei uși au înregistrat o scădere a popularității, comparativ cu modelele cu 5 uși. Acest lucru a dus la numeroase modele care nu mai sunt oferite în stiluri de caroserie cu 3 uși, de exemplu Audi A3 și Renault Clio. Aceeași tendință este foarte evidentă și în cazul SUV-urilor, în cazul cărora cererea pentru modelele cu 4/5-uși este mult mai puternică decât modelele tradiționale cu 2-/3-uși.

## Caracteristici
Caracteristica specifică a hatchback-ului este o ușă din spate tip hatchback care se deschide în sus și este articulată la nivelul acoperișului (spre deosebire de ușa portbagajului unui sedan, care este articulat sub fereastra din spate). Majoritatea hatchback-urilor folosesc un stil de caroserie cu două cutii, în care zona de marfă (portbagaj) și zonele pentru pasageri sunt într-un singur volum. Scaunele din spate pot fi deseori pliate pentru a crește suprafața de încărcare disponibilă.